# オチル・ボラト
オチル・ボラト（モンゴル語: Очирболд、中国語: 斡斉爾博羅特、1490年 - ?）とは、モンゴルのハーンであるバト・モンケ（ダヤン・ハーン）の息子の一人。『アルタン・ハーン伝』ではウデ・バラト（üdebalad）とも表記され、明代の漢文史料では「阿赤頼台吉」と記されている。

## 概要
ダヤン・ハーンとその正妻マンドフイ・ハトンの間の息子として生まれた。ダヤン・ハーンの五男と見られ、『蒙古源流』ではアルチュ・ボラトと双子で生まれたとも記される。『蒙古源流』によるとオチル・ボラトとアルチュ・ボラトが生まれそうな頃、オイラトの襲撃があったが、フンギラトのエセレイ大夫、ハチンのジフイ・ダルハン、バルガチンのバヤン・ボケ、アストのバト・ボラトの助けによって無事逃れ、双子を産むことができたという。
オチル・ボラトはダヤン・ハーンよりチャハル・トゥメンのオトクの一つであるケシクテンを分封された。オチル・ボラトの子孫を戴くケシクテン部はチャハル・ハーン家が滅亡した後も存続し、清朝の支配下に入ってジョーオダ盟ケシクテン旗とされた。現代のヘシグテン旗はケシクテン部、ケシクテン旗の直接の後身となる。

## 子孫
- ダライ（打頼台吉） - オチル・ボラトの長男
  - サイン・アラク（打児汗台吉） - ダライの長男
  - ウイジェン・ホン・バートル（威敬台吉） - ダライの次男
- ダライスン -  オチル・ボラトの次男